# 日本国際学園大学

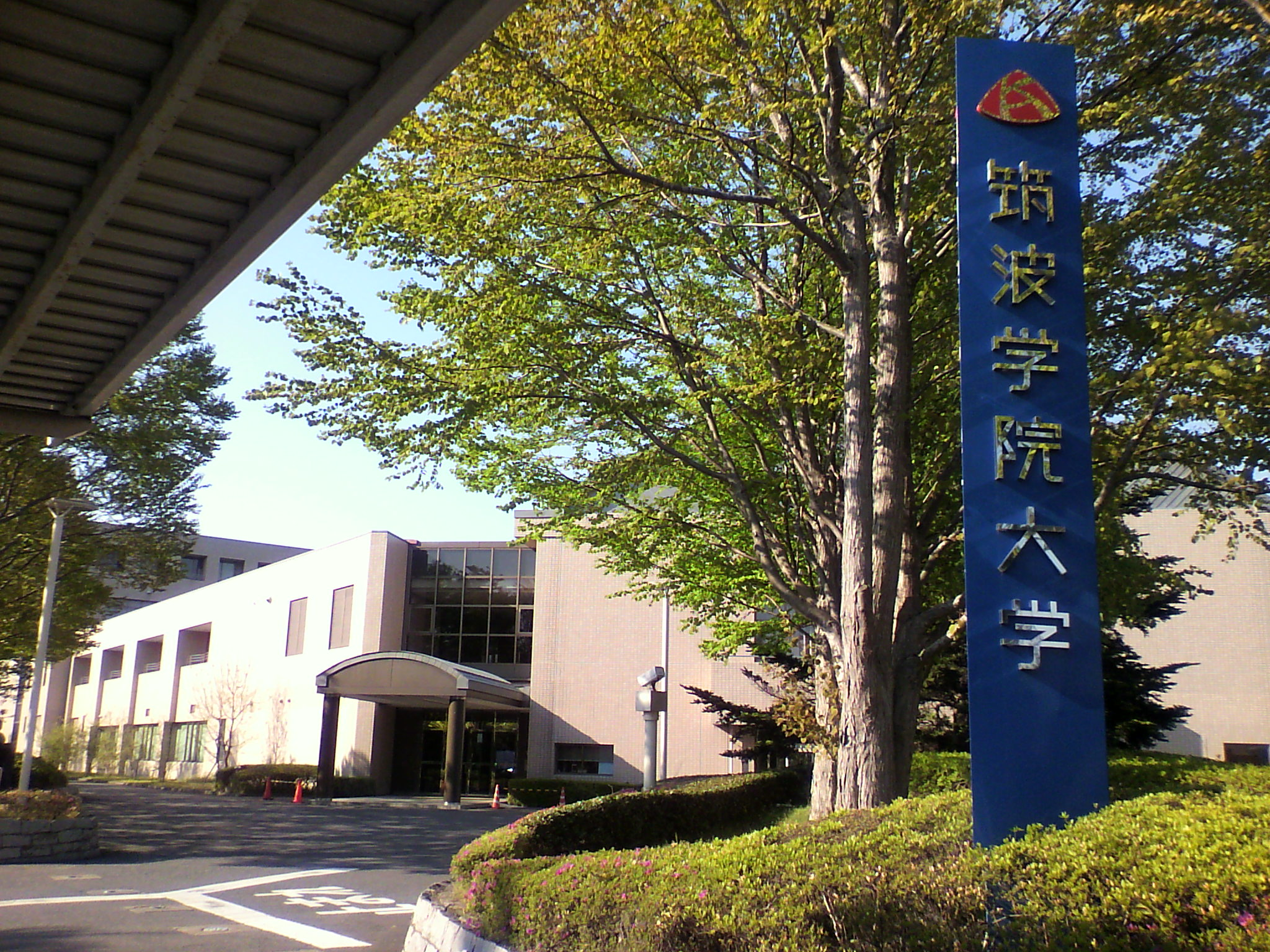
筑波学院大学であった2009年に撮影されたキャンパスの大学名標。

日本国際学園大学（にほんこくさいがくえんだいがく、英語: Japan International University）は、茨城県つくば市に本部を置く私立大学。1925年創立、1996年大学設置。大学の略称はJIU。2024年4月に筑波学院大学より名称変更し、宮城県仙台市にある「東北外語観光専門学校」内のビルに賃借契約を結んで新たなキャンパスを設置している。

## 概要
東京家政学院大学を母体として1990年に東京家政学院筑波短期大学（とうきょうかせいがくいんつくばたんきだいがく）として開学。1996年の四年制大学化の際に東京家政学院筑波女子大学（とうきょうかせいがくいんつくばじょしだいがく）に名称変更、それまでの短大は同大学短期大学部として存続（筑波学院大学の開学に伴い募集停止）。さらに2005年4月に女子大学から男女共学化して筑波学院大学（つくばがくいんだいがく）に名称変更した。
2019年から設置法人が、学校法人筑波学院大学に移り、1法人1大学の体制となった。2023年に運営法人の名称を学校法人日本国際学園に変更し、2024年4月1日に大学名も日本国際学園大学に変更した。
経営情報学部のみの単科大学であり、学生数200名の比較的小規模な大学である。
学校法人日本国際学園は筑波学院大学教職員組合と東京地区私立大学教職員組合連合の間で労働争議が起こっている。2023年8月、中央労働委員会が学校法人日本国際学園に対し協議命令を出した。

## 沿革
- 1923年（大正12年）2月 - 大江スミが東京市牛込区市ヶ谷富久町に家政研究所を開設
- 1925年（大正14年）2月 - 東京家政学院開学（家政高等師範部、家政専修部、家政実習部）
- 1927年（昭和2年）7月 - 東京家政専門学校認可（東京家政学院の家政高等師範部を東京家政専門学校とし、家政専修部を東京家政学院本科と改称）
- 1939年（昭和14年）4月 - 東京家政学院高等女学校開校
- 1948年（昭和23年）4月 - 東京家政学院高等学校開校
- 1950年（昭和25年）4月 - 東京家政学院短期大学開学
- 1951年（昭和26年）
  - 3月 - 財団法人を学校法人に改組
  - 4月 - 東京家政学院短期大学に別科設置
- 1963年（昭和38年）4月 - 東京家政学院大学開学（家政学部家政学科）
- 1990年（平成2年）4月 - 東京家政学院筑波短期大学開学（国際教養科、情報処理科）
- 1996年（平成8年）4月 - 東京家政学院筑波女子大学として開学（国際学部国際社会学科、比較文化学科）。東京家政学院筑波短期大学を東京家政学院筑波女子大学短期大学部に名称変更
- 2004年（平成16年）10月 - 東京家政学院筑波女子大学および東京家政学院筑波女子大学短期大学部の情報処理科の学生募集を停止
- 2005年（平成17年）4月 - 東京家政学院筑波女子大学を共学化し筑波学院大学に名称変更（情報コミュニケーション学部情報メディア学科、国際交流学科）
- 2010年（平成22年）4月 - 情報コミュニケーション学部（情報メディア学科、国際交流学科）を経営情報学部（経営情報学科）に改組。経営情報専攻科設置。国際別科設置
- 2014年（平成26年）
  - 5月 - 情報コミュニケーション学部の国際交流学科、経営情報専攻科を廃止
  - 11月 - 情報コミュニケーション学部を廃止
- 2015年（平成27年）4月 - 履修モデル制から4コース制となる
- 2016年（平成28年）4月 - 経営情報学部の経営情報学科をビジネスデザイン学科に改組。あわせてコースを再編
- 2019年（平成31年）4月 - 運営法人が学校法人東京家政学院から学校法人筑波学院大学となり、学校法人東北外語学園の姉妹校となる。コースが5コース制となる。
- 2023年（令和5年）4月 - 運営法人が学校法人日本国際学園に名称変更[2]。
- 2024年（令和6年）4月 - 大学名を筑波学院大学から日本国際学園大学に変更[2]。

## 学部
- 経営情報学部
  - ビジネスデザイン学科
    - ILAコース（ILA = International Liberal Artsの頭文字。国際リベラルアーツコース。通称・リベラルアーツコース）
    - 総合コース

2024年4月の名称変更後も学部や学位に変更はない。

## キャンパス

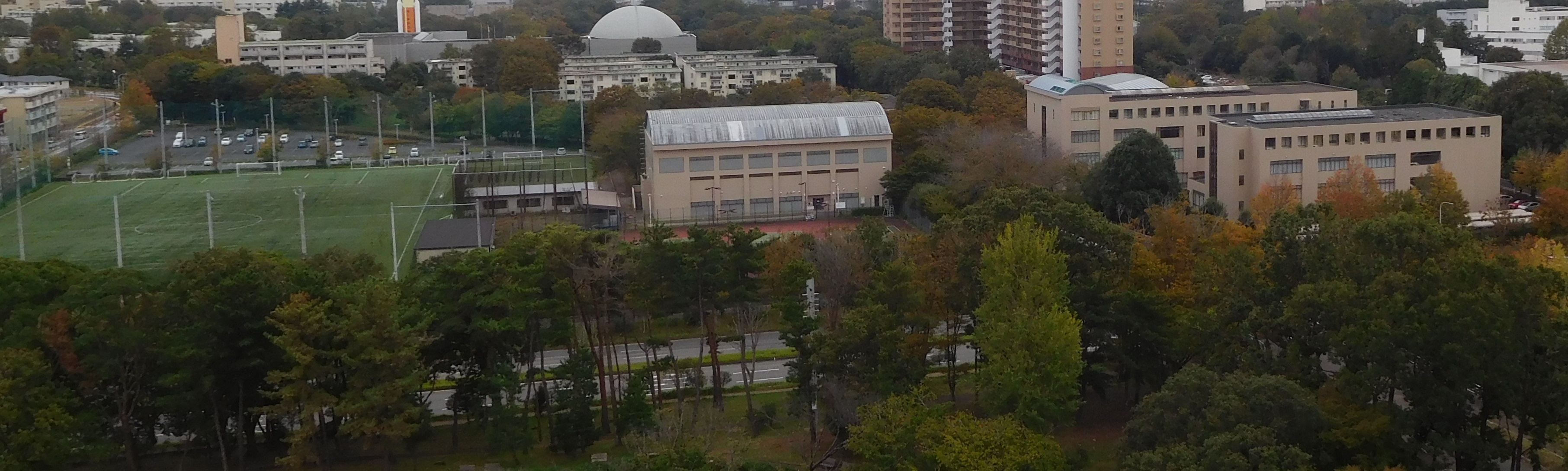
つくばキャンパス全景（2019年）
左からグラウンド、体育館、1・2号館。手前は松見公園。

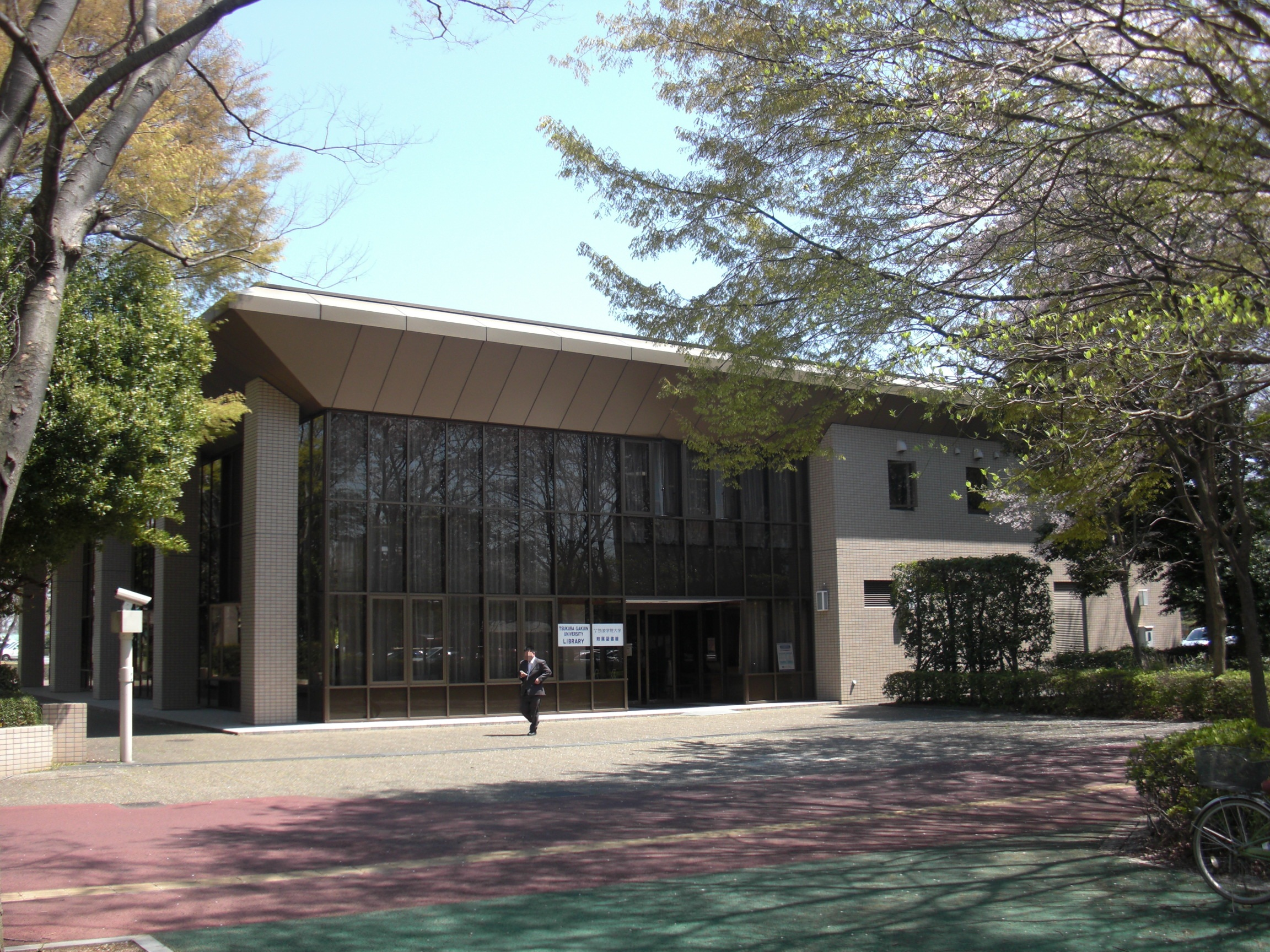
附属図書館

つくばキャンパスと仙台キャンパスの2キャンパスを擁する。つくばキャンパスには、「つくば公園通り」というペデストリアンデッキがキャンパス内を通過する。ペデストリアンデッキの西側（バス停側）に講堂と1号館・2号館・大食堂が、東側に附属図書館・テニスコート・体育館・ゴルフ練習場・グラウンド・駐車場がある。また、筑波キャンパス内には、NPO法人NEWSつくばの事務局がある。
キャンパス周辺には筑波大学春日エリア（旧図書館情報大学）やつくば看護専門学校、松見公園、筑波メディカルセンター病院などがある。
2024年4月に仙台市の東北外語観光専門学校に仙台キャンパスが設置され、学生はどちらのキャンパスへも通学できるようになった。

## 学生生活

### クラブ・サークル

#### 野球部
硬式野球部は、東京新大学野球連盟に2006年に加盟したが、同年の秋季リーグ戦に参加しただけで2007年に一旦脱退した。2009年秋季リーグ戦より再加盟したが2011年に再び脱退した。

### 学園祭

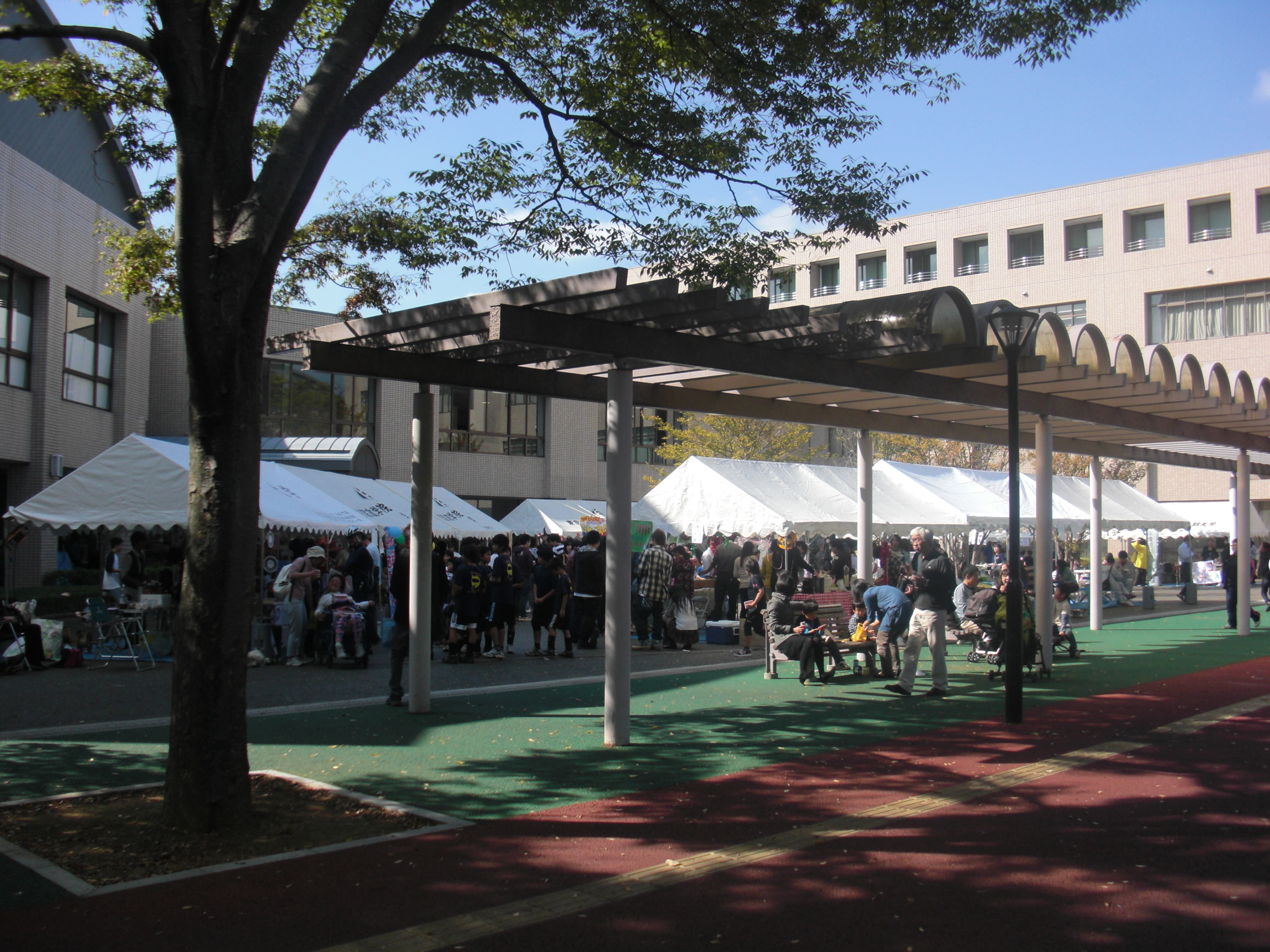
第20回KVA祭（2010年10月23日）

筑波学院大学時代、学園祭は、KVA祭と呼ばれ、毎年10月下旬の土日に開催された。KVAとは筑波学院大学の母体である東京家政学院大学の創設者大江スミが提唱したリベラルアーツの精神であり、Knowledge（知識）、Virtue（徳性）、Arts（技術・技能）の頭文字をとったものである。
KVA祭では、模擬店やステージでのイベント、お笑いライブ、企画展示を開催するほか、オープンキャンパスを兼ねていることから、進学相談や入学説明会の開催も同時に行っていた。近年では声優を呼ぶことが多い。

## 日本国際学園グループ[7]
- 日本国際学園大学（旧：筑波学院大学）

- 東北外語観光専門学校

- キャスウェルホテル＆ブライダル専門学校

- 日本国際学園大学利府おおぞら幼稚園

- 日本国際学園大学利府第二おおぞら幼稚園

- 日本国際学園大学せいがん幼稚園

- 日本国際学園大学坪井幼稚園

- 日本国際学園大学はくと幼稚園

- 日本国際学園大学村上幼稚園

他

## 対外関係

### 他大学との協定

#### 国内大学
- 放送大学[8]

### 高等学校等
- 茨城県立筑波高等学校

### 一般企業等
- サンスイグループ
- NPO法人NEWSつくば

## 交通
つくばキャンパス
- 首都圏新都市鉄道つくばエクスプレスつくば駅（つくばセンターバスターミナル）より徒歩7分
- 路線バス「筑波学院大学筑波大学春日エリア前」下車

仙台キャンパス
- JR仙台駅より徒歩約10分
- 仙台市地下鉄南北線五橋駅(北2番出口より)約0分